# Upeneus sulphureus
Upeneus sulphureus (CUVIER, 1829) è un pesce del genere Upeneus.

## Descrizione
I maschi superano spesso i 20 cm di lunghezza. Il loro corpo è molto chiaro ventralmente e brunastro o marrone in sede dorsale.

## Distribuzione e habitat
Vive ad alcune decine di metri di profondità, nelle acque oceaniche (Pacifico e Oceano Indiano) vicine alle coste del Sud-Est Asiatico, dell'Africa orientale, della Cina e del Giappone.